# Gitega
Gitega (in precedenza Kitega) è la capitale del Burundi, nonché la seconda città della nazione per popolazione (192 157 abitanti), ed è situata nel Burundi centrale a est della precedente capitale Bujumbura. È il capoluogo della provincia di Gitega, una delle 18 province del Burundi, e dal gennaio 2019 capitale dello Stato.

## Storia
La città di Gitega venne fondata nel 1912 dai colonizzatori tedeschi. I tedeschi vi costruirono subito la residenza del governatore e resero la città la prima capitale del territorio dell'Urundi, parte integrante dell'Africa Orientale Tedesca, spostandola da Usumbura. Al termine della prima guerra mondiale l'intero territorio passò sotto il controllo del Belgio nel neocostituito Ruanda-Urundi e Gitega continuò ad essere il capoluogo dell'Urundi, nonché sede della dinastia reale che aveva governato fino all'arrivo dei colonizzatori tedeschi.
Il 1962 fu l'anno dell'indipendenza del Burundi, che divenne una monarchia costituzionale e come capitale del regno venne scelta Bujumbura. Gitega, invece, rimase la sede della casa reale fino al 1966, quando il re Mwambutsa Bangiricenge venne deposto dal principe Ntare Ndizeye, che a sua volta venne deposto da un colpo di Stato che portò alla nascita della Repubblica del Burundi. Anche Gitega fu successivamente teatro del genocidio attuato nel 1972 dal governo a guida Tutsi ai danni degli Hutu, inclusa proprio a Gitega l'uccisione del re deposto Ntare Ndizeye su ordine dello stesso presidente Michel Micombero.
Nel 2007 il presidente Pierre Nkurunziza avanzò l'ipotesi di spostare la capitale da Bujumbura a Gitega, facendo riferimento alla posizione centrale della stessa Gitega. Il 21 dicembre 2018 il presidente Nkurunziza annunciò la decisione di spostare la capitale a Gitega a partire dal 2019, rendendo così questa la capitale politica e Bujumbura la capitale economica della nazione. Il 16 gennaio 2019 il parlamento del Burundi ratificò la decisione.

## Monumenti e luoghi d'interesse
Nell'area si trovano molti santuari karyenda, e la ibwami, la corte reale di giustizia. La città è anche la sede dell'arcidiocesi di Gitega.

## Società

### Evoluzione demografica
Al censimento del 2008 la città aveva una popolazione di 155 005 abitanti, aumentata progressivamente fino ai 192 157 abitanti del 2015.

## Cultura
- Museo nazionale di Gitega, fondato nel 1955 durante la colonizzazione belga, ospita una collezione di strumenti musicali, armi, strumenti per stregoneria e una biblioteca[7].